# Cục Kinh tế, Quân đội nhân dân Việt Nam
Cục Kinh tế là cơ quan được Bộ Quốc phòng Việt Nam ủy nhiệm thực hiện chức năng quản lý nhà nước đối với hoạt động sản xuất, xây dựng kinh tế của Quân đội nhân dân Việt Nam.
- Ngày thành lập: 24 tháng 12 năm 1998.

## Nhiệm vụ
Cục Kinh tế Bộ Quốc phòng có một số nhiệm vụ chính sau:
- Chỉ đạo các loại hình sản xuất kinh tế của Quân đội gồm: Các khu kinh tế quốc phòng, các chương trình, mục tiêu quốc gia về xóa đói giảm nghèo do Quân đội đảm nhiệm, chỉ đạo hoạt động của các doanh nghiệp và các đơn vị thường trực tham gia hoạt động sản xuất kinh tế.
- Nghiên cứu, vận dụng các chính sách, chế độ, quy định của Nhà nước về quản lý kinh tế với các doanh nghiệp và các đơn vị sản xuất kinh tế trong Quân đội; tham gia xây dựng các văn bản quy phạm pháp luật của Nhà nước và Bộ Quốc phòng liên quan đến công tác quản lý, chế độ chính sách, quy hoạch, kế hoạch sản xuất kinh tế của Quân đội.
- Phối hợp với các cơ quan liên quan tổ chức thẩm định và trực tiếp quản lý các dự án đầu tư của Nhà nước, của các nguồn tài chính khác trong và ngoài nước cho các khu kinh tế quốc phòng, các chương trình mục tiêu quốc gia về xóa đói giảm nghèo, các hoạt động sản xuất kinh tế của các doanh nghiệp trong Quân đội thuộc lĩnh vực kinh tế.
- Quản lý, chỉ đạo xây dựng và thực hiện các kế hoạch sản xuất kinh tế dài hạn, trung hạn, ngắn hạn và hàng năm của các doanh nghiệp kinh tế quốc phòng, doanh nghiệp kinh tế, phần nhiệm vụ làm kinh tế của các doanh nghiệp quốc phòng. Các chương trình kinh tế xã hội tại các khu kinh tế quốc phòng, các kế hoạch xóa đói giảm nghèo và tổng hợp kết quả làm kinh tế trong Quân đội hàng năm.
- Quản lý và chỉ đạo hoạt động kinh tế đối ngoại, xúc tiến thương mại của Quân đội, hỗ trợ các doanh nghiệp quân đội hội nhập kinh tế quốc tế.
- Tham gia quản lý vốn và tài sản của các doanh nghiệp.

## Lãnh đạo hiện nay
- Cục trưởng: Thiếu tướng Đào Minh Đạo
- Phó Cục trưởng: Đại tá Nguyễn Việt Anh
- Phó Cục trưởng: Đại tá Phạm Toàn Thắng
- Phó Cục trưởng: Đại tá Nguyễn Xuân Nghĩa

## Tổ chức
- Phòng Kế hoạch - Tổng hợp
- Phòng Quản lý doanh nghiệp
- Phòng Kinh tế sự nghiệp
- Phòng Kinh tế đối ngoại
- Phòng Kiểm soát viên
- Ban Tài chính
- Ban Hành chính
- Trung tâm Triển lãm và xúc tiến thương mại Quân đội

## Khen thưởng
- Huân chương Bảo vệ Tổ quốc hạng Nhất (2011)
- Huân chương Quân công hạng ba (2016)

## Cục trưởng qua các thời kỳ
- 1977-1981, Vũ Hải, Đại tá,
- 1999-2002 Nguyễn Văn Chỉnh, thiếu tướng (1999-2002), Thiếu tướng (1998)
- 2002-2007, Hồ Sỹ Hậu, Thiếu tướng[1]
- 2007-2010 Phùng Thế Quảng (sinh 1953), Thiếu tướng (2008), Phó Tư lệnh Quân khu 7
- 2010-2016 Trần Trung Tín, Thiếu tướng (2010 - 02/2016)
- 2016-2018 Võ Hồng Thắng, Thiếu tướng(3/2016 - 01/2018)
- 01/2018 - nay Trần Đình Thăng, Thiếu tướng(01/2018 - nay)